# Frits Johan Blichfeldt Møller
Frits Johan Blichfeldt Møller (født 23. december 1913 i Hadsten, død 3. februar 1944 på Asiatisk Plads i København) var en dansk frihedskæmper.

## Baggrund
Hans far Lars Johan Møller var læge og hans mor, Marie Christine Blichfeldt, var hjemmegående husmor. Han fik studentereksamen på Randers Statsskole, og tog derefter videre mod København for at studere økonomi på Københavns Universitet.
Han blev gift med en klassekammerat fra Statsskolen, Ellis Merete Jørgensen, med hvem han fik sønnen Jon Møller Dethlefsen i 1942.

## Modstandsmand
Blichfeldt Møller blev op igennem 1940'erne mere og mere engageret i forfulgte folks skæbne. Derfor var han meget forarget over jødeforfølgelserne under 2. verdenskrig. Han kunne ikke holde ud, at et helt folkefærd blev forfulgt. Da tyskerne den 2. oktober 1943 begyndte at anholde de danske jøder, så Frits ingen anden udvej, end at gå ind i den danske modstandsbevægelse.
På denne tid var han bosat i København, og var blevet involveret i transporten af danske jøder over Øresund til det neutrale Sverige. Blichfeldt Møller lånte flere sommerhuse nord for København, hvor jøderne blev indlogeret. Han var de indtil at de fik den glædelige besked: "Båden er her om en time". 
Tyskerne fik inden længe vished om Blichfeldt Møllers arbejde og han blev efterlyst. Han var dog for længst gået under jorden. Lillejuleaften 1943, flygtede han, sammen med hans kone og søn, til Helsingør og videre med færgen over til Helsingborg. Det varede dog ikke længe før at hans rejste tilbage til købstaden for at fuldføre sit arbejde. Desværre nåede han ikke til København inden spærretiden og henvendte sig derfor til Gestapo for at spørge om han måtte overnatte hos dem. Det gik overraskende godt, og han tog dagen efter ind til byen for at fortsætte sit arbejde. Han var uhyre stolt over at have overnattet hos tyskere, trods han var efterlyst af den selv samme efterretningstjeneste.

## Den skæbnesvangre vinteraften
3. februar 1944 havde Blichfeldt Møller samlet en gruppe flygtninge, som skulle med en båd fra Asiatisk Plads i København. I den gruppe havde en stikker sneget sig med, og havde alarmeret tyskerne, som stod på lur, da gruppen bevægende sig ned ad Strandgade. Han blev skudt sammen med sin makker om aftenen den 3. februar 1944. Alle flygtningene reddede sig selv.
Blichfeldt Møller var en stille og rolig mand, som ikke krævede megen opmærksomhed, og derfor lykkedes det ham at transportere omtrent 500-1000 flygtninge over Øresund. Han var i besiddelse at et vovemod, og han var dumdristig. Den var det, der gav han kaldenavnet "Den røde pimpernel". 
I Hadsten blev der i 1946 opsat en mindesten for byens helt, som kæmpede for sit lands frihed. Derudover blev der på Asiatisk Plads i København, netop det sted hvor han faldt, opsat en mindeplade på tiårsdagen for hans død. 